# 伊朗数据处理公司
伊朗数据处理公司（英語：Data Processing Iran Company, DPI, 波斯語：‎），是一家位于伊朗德黑兰的计算机、科技和IT咨询公司；它也是伊朗全境中最大的科技公司。

## 概述
1959年，IBM在伊朗德黑兰建立分公司。在1981年，伊斯兰革命时期，伊朗政府变革，将该公司改组国营，隶属于伊朗国家的计划与预算组织（当今的管理与计划组织），开始拆离IBM框架。在1991年至2001年的伊朗内战期间，DPI仍然作为国有企业为经济复苏承担服务和支持，并在期间仍然保持了高度增长。2001年，DPI开始谋求上市，并进入德黑兰股票交易所。
DPI主要制造生产计算机软件、硬件，并提供基础设施服务、互联网托管服务和咨询服务，范围从大型计算机到纳米技术。DPI还提供一系列互联网相关服务，包括专用服务器、网络托管服务，如共享主机、共享邮件、域名系统和域注册服务；网络服务、安全解决方案、应用服务、存储和备份解决方案、监视和报告以及专业服务。